# Greg Carter
Gregory W. „Greg“ Carter (* um 1955) ist ein kanadischer Badmintonspieler. 

## Karriere
Greg Carter wurde bei der Weltmeisterschaft 1977 Neunter im Herrendoppel gemeinsam mit Kevin Little. Erst ein Jahr später siegte er erstmals bei den nationalen Meisterschaften. 1978 erkämpfte er sich auch Silber mit dem kanadischen Team bei den Commonwealth Games. Als Senior gewann er mehr als 15 Titel bei den Canadian Masters.

## Sportliche Erfolge
| Saison | Veranstaltung                 | Disziplin    | Platz | Name                         |
| ------ | ----------------------------- | ------------ | ----- | ---------------------------- |
| 1977   | Weltmeisterschaft             | Herrendoppel | 9     | Greg Carter / Kevin Little   |
| 1978   | Commonwealth Games            | Team         | 2     | Kanada                       |
| 1978   | Kanada: Einzelmeisterschaften | Mixed        | 1     | Greg Carter / Wendy Clarkson |
| 1979   | Kanada: Einzelmeisterschaften | Mixed        | 1     | Greg Carter / Wendy Clarkson |
| 1986   | Kanada: Masters 35 plus       | Herreneinzel | 1     | G. Carter                    |
| 1986   | Kanada: Masters 35 plus       | Mixed        | 1     | G. Carter / S. Truscott      |
| 1986   | Kanada: Masters 35 plus       | Herrendoppel | 1     | G. Carter / G. Harris        |
| 1987   | Kanada: Masters 35 plus       | Herrendoppel | 1     | G. Carter / A. Chawla        |
| 1988   | Kanada: Masters 35 plus       | Mixed        | 1     | G. Carter / J. Rollick       |
| 1989   | Kanada: Masters 35 plus       | Mixed        | 1     | G. Carter / S. Truscott      |
| 1989   | Kanada: Masters 35 plus       | Herrendoppel | 1     | G. Carter / A. Chawla        |
| 1991   | Kanada: Masters 40 plus       | Herrendoppel | 1     | G. Carter / A. Chawla        |
| 1991   | Kanada: Masters 40 plus       | Herreneinzel | 1     | G. Carter                    |
| 1991   | Kanada: Masters 35 plus       | Herrendoppel | 1     | G. Carter / J. Czich         |
| 1992   | Kanada: Masters 40 plus       | Herrendoppel | 1     | G. Carter / James McKee      |
| 1992   | Kanada: Masters 40 plus       | Mixed        | 1     | G. Carter / S. Truscott      |
| 1993   | Kanada: Masters 35 plus       | Herrendoppel | 1     | Jesper Helledie / G. Carter  |
| 1993   | Kanada: Masters 35 plus       | Mixed        | 1     | G. Carter / W. Carter        |
| 1993   | Kanada: Masters 40 plus       | Herrendoppel | 1     | G. Carter / James McKee      |
| 1994   | Kanada: Masters 35 plus       | Mixed        | 1     | G. Carter / Wendy Carter     |
| 1994   | Kanada: Masters 40 plus       | Mixed        | 1     | G. Carter / E. Connelly      |